# Amyl and the Sniffers
Amyl and the Sniffers é uma banda australiana de pub rock e punk sediada em Melbourne, composta pela vocalista Amy Taylor, o baterista Bryce Wilson, o guitarrista Declan Mehrtens e o baixista Gus Romer. Eles lançaram seu álbum de estreia, Amyl and the Sniffers, em 2019. Seu segundo álbum, Comfort to Me, foi lançado em 2021, seguido por seu terceiro álbum, Cartoon Darkness, em 2024. Eles foram indicados a nove prêmios ARIA e ganharam três, incluindo o de Melhor Grupo em 2022.
A banda leva o nome da gíria australiana para nitrito de amila, também conhecido como poppers. Taylor comparou sua música à droga em uma entrevista com Paul Glynn da BBC: "Na Austrália, chamamos os poppers de Amyl. Você cheira, dura 30 segundos e então você tem uma dor de cabeça - e é assim que nós somos!". Seu som foi comparado a grupos de punk rock dos anos 1970, como Iggy Pop and the Stooges and the Damned. Taylor citou uma série de influências variadas, incluindo Minor Threat, Ceremony, AC/DC, Sleaford Mods, Dolly Parton e Cardi B.

## Discografia

### Álbuns
- Amyl and the Sniffers (2019)
- Comfort to Me (2021)
- Cartoon Darkness (2024)

### EPs
- Giddy Up (2016)
- Big Attraction (2017)

### Singles
- "Balaclava Lover Boogie" (2018)
- "Cup of Destiny" (2018)
- "Some Mutts (Can't Be Muzzled)" (2018)
- "Monsoon Rock" (2019)
- "Got You" (2019)
- "Gacked on Anger" (2019)
- "Guided by Angels" (2021)
- "Security" (2021)
- "Hertz" (2021)
- "U Should Not Be Doing That" (2024)
- "Facts" (2024)
- "Chewing Gum" (2024)
- "Big Dreams" (2024)
- "Jerkin" (2024)

## Lingações externas
- Sítio oficial